# Josie Maran
Josie Maran, właśc. Johanna Selhorst Maran (ur. 8 maja 1978 w Menlo Park) – amerykańska bizneswoman, była modelka i aktorka.

## Życiorys
Jej ojciec jest z pochodzenia Polakiem, w matce płynie krew niemiecka i francuska. Gdy miała 12 lat, podczas grilla pewna kobieta z branży poprosiła ją o udział w pokazie mody, i właśnie wtedy zaczęła się jej kariera modelki. Próbuje również swych sił w filmach. W wieku 17 lat podpisała kontrakt z agencją modelek Elite Model Management Corporation w Los Angeles. Pojawiała się na okładkach takich magazynów jak np. Glamour.
W 1998 r. rozpoczęła prawdziwą karierę, kiedy pojawiła się na okładce Guess, była dziewczyną letniej i jesiennej kampanii. Zagrała w teledysku Backstreet Boys. Kilka lat później podpisała wieloletni kontrakt z Maybelline. W 2005 roku otrzymała rolę w popularnej grze komputerowej Need for Speed: Most Wanted, w której zagrała Mię Townsend.

## Życie prywatne
Prywatnie jest żoną fotografa Alego Alborziego, z którym ma dwie córki - Rumi Joon urodzoną 20 czerwca 2006 roku w Los Angeles oraz Indi Joon urodzoną 1 lipca 2012.

## Filmografia
- The Gravedancers - jako Kira Hastings (2005)
- The Confession - jako Wife (2005)
- Van Helsing - jako Marishka (2004)
- Aviator - jako Thelma (2004)
- Little Black Book - jako Lulu Fritz (2004)
- The Mallory Efect - jako Mallory (2002)
- Swatters - jako Susan (2002)